# Gaular
Gaular este o comună din provincia Sogn og Fjordane, Norvegia.